# Mario Galinović
Mario Galinović (* 15. November 1976 in Zagreb, SFR Jugoslawien) ist ein ehemaliger kroatischer Fußballspieler auf der Position eines Torwarts, der seit seinem Karriereende als Aktiver als Torwarttrainer tätig war.

## Karriere
Seine Karriere begann Mario Galinović, der auf der Position des Torwarts spielt, beim kroatischen Verein NK Osijek, bei dem er in der Jugend startete und es bis in die Herrenmannschaft schaffte. Er wurde 1998 zum Profispieler beim NK Osijek und gewann mit dem Verein 1999 den kroatischen Pokal. In Osijek kam er auch zu seinen ersten UEFA-Cup-Einsätzen. 2002 wechselte er nach Velika zum dort ansässigen Fußballverein NK Kamen Ingrad Velika, wo er auf insgesamt 64 Einsätze kam. Im Herbst 2003 kam er mit seinem neuen Verein auf zwei weitere Einsätze im UEFA Cup gegen den FC Schalke 04. Im Sommer 2004 wechselte Galinović schließlich nach Griechenland zu Panathinaikos Athen, wo er bis heute unter Vertrag steht. Im Trikot von Panathinaikos konnte er im September 2004 gegen Rosenborg Trondheim auch sein Champions-League-Debüt feiern. 2011 wechselte er nach AO Kerkya, wo er 2012 seine aktive Karriere beendet. Anschließend war er einige jahre bei verschiedenen Vereinen als Torwarttrainer tätig.
Sein Debüt in der kroatischen Nationalmannschaft feierte Galinović am 13. Juni 1999 beim Freundschaftsspiel gegen Ägypten bei einem Mini-Turnier in Seoul. Er war auch der dritte Torwart der kroatischen Nationalmannschaft während der Qualifikation für die EM 2008, kam 2007 aber nur beim Freundschaftsspiel gegen die Slowakei zum Einsatz.

## Erfolge
- Griechischer Meister: 2010
- Griechischer Pokalsieger: 2010
- Kroatischer Pokalsieger: 1999